# Martin Murrack
zudem hartnäckiger Wiedergänger unter Umgehung der LP--ahz (Diskussion) 17:56, 16. Aug. 2025 (CEST)
Martin Murrack (*1977 in Herdecke*) ist ein deutscher Verwaltungsbeamter (SPD). Er ist seit dem 1. Februar 2019 Stadtdirektor und Stadtkämmerer der Stadt Duisburg. Seit dem 1. Mai 2021 leitet er das Dezernat für Finanzen, Beteiligungen, Digitalisierung, Feuerwehr, Wahlen, Statistik und Hochschulangelegenheiten. Zudem fungierte er als Leiter des Corona-Krisenstabs ab 2020 sowie des Ukraine-Krisenstabs ab 2022.

## Leben und Ausbildung
Martin Murrack wurde 1977 in Herdecke geboren und legte 1997 sein Abitur am Bergstadt-Gymnasium Lüdenscheid ab. Anschließend absolvierte er von 1997 bis Ende 1998 seinen Zivildienst in den Vereinigten Staaten. Bis 2005 studierte er an der Universität Duisburg-Essen Kommunikationswissenschaft sowie praktische Sozialwissenschaft.

## Beruflicher Werdegang
Nach dem Studium begann Murrack seine berufliche Laufbahn bei der Unternehmensberatung The Boston Consulting Group in Düsseldorf. Von 2007 bis 2010 war er bei der Stadt Köln im Dezernat Wirtschaft und Liegenschaften tätig. Danach arbeitete er im Finanzministerium des Landes Nordrhein-Westfalen, später in der Staatskanzlei, bei der NRW.BANK und ab April 2018 als Dezernent in Duisburg, bevor er im Februar 2019 Stadtdirektor und Stadtkämmerer wurde.

## Krisenmanagement

### COVID-19-Pandemie
Ab Frühjahr 2020 leitete Murrack den Corona-Krisenstab der Stadt Duisburg. Er initiierte unter anderem die Eigenproduktion von Desinfektionsmitteln und Schutzmasken, hob die Leistungsfähigkeit der Verwaltung hervor und koordinierte die städtische Reaktion auf die Pandemie.

### Ukraine-Flüchtlingskrise
Im Jahr 2022 übernahm er die Leitung des Krisenstabs zur Bewältigung des Flüchtlingszuzugs aus der Ukraine. Unter seiner Führung wurde die Lage durch effiziente und teilweise unbürokratische Prozesse stabilisiert, sodass der Stab bereits im August 2022 wieder aufgelöst wurde.

## Haushaltskonsolidierung in Duisburg
Unter seiner Leitung konnten in Duisburg bedeutende finanzpolitische Erfolge erzielt werden:
- Abbau bilanzielle Überschuldung und Kassenkredite: Die Stadt reduzierte ihre Kassenkredite von etwa 1,8 Mrd. € (2014) auf unter 850 Mio. € und verbesserte ihre Eigenkapitalposition deutlich.[6]
- Erzielung von Haushaltsüberschüssen: Mit Unterstützung durch Corona-Hilfen wurde 2020 ein Jahresüberschuss erreicht. Zudem folgten positive Doppelhaushalte 2022/23 mit weiteren Überschüssen sowie mittelfristigen positiven Finanzplanungen.[7]